# Skodborg
Skodborg is een plaats in de Deense regio Zuid-Denemarken, gemeente Vejen. De plaats telt 1317 inwoners (2020).